# Rozrachunek gospodarczy
Rozrachunek gospodarczy (ros. хозрасчёт – chozrasczot, skrót od хозяйственный расчёт, choziajstwiennyj rasczot) – system stosunków ekonomicznych w warunkach gospodarki planowanej i społecznej własności środków produkcji.
Opracowywanie teorii rozrachunku gospodarczego zapoczątkowane zostało przez Włodzimierza Lenina, który w swej pracy Projekt tez o roli związków zawodowych w warunkach Nowej Polityki Ekonomicznej wskazywał, że przejście przedsiębiorstw państwowych do rozrachunku gospodarczego jest nierozerwalnie związane z Nową Polityką Ekonomiczną. Istotę rozrachunku gospodarczego stanowi samofinansowanie przedsiębiorstwa, które pod względem gospodarczym i operatywnym posiada samodzielność w przeciwieństwie do przedsiębiorstw finansowanych z budżetu państwowego.
Przedsiębiorstwo oparte na rozrachunku gospodarczym dysponuje niezbędnymi środkami materiałowymi i finansowymi i może przejawiać szeroką inicjatywę w zakresie ich wykorzystywania. Sens rozrachunku gospodarczego polega na tym, aby wydatki każdego przedsiębiorstwa, każdej organizacji gospodarczej były pokrywane z własnych dochodów i aby przedsiębiorstwo miało ponadto zysk. Część zysku zalicza się do funduszu i przeznacza na potrzeby robotników i pracowników umysłowych. Rozrachunek gospodarczy pobudza do walki o rentowność.
Konsekwentne realizowanie zasad rozrachunku gospodarczego stanowi drogę do zmniejszenia kosztów produkcji na jednostkę wyrobu i ułatwienia pracy ludziom.
Rozrachunek gospodarczy opiera się na wykorzystaniu prawa wartości. Koszty i wyniki produkcji, dochody i wydatki przedsiębiorstw socjalistycznych są wyrażane i mierzone w wartościowej, pieniężnej formie. Rozrachunek gospodarczy wykorzystując formę pieniężną umożliwia prowadzenie kalkulacji, ewidencji i sprawowanie kontroli nad działalnością przedsiębiorstwa. Ujawnia on dochodowość lub deficytowość każdego poszczególnego przedsiębiorstwa.